# Adelina Engman
Adelina Viktoria Engman (født 11. oktober 1994) er en kvindelig finsk fodboldspiller, der spiller angreb for Montpellier HSC i Division 1 Féminine og Finlands kvindefodboldlandshold
Engman debuterede for Åland United i 2009. I 2015, flyttede hun til Sverige for at spille for Damallsvenskan-klubben Göteborg FC.
Den 29. juni 2018 blev det annonceret, at Engman ville forlade Kopparbergs/Göteborg FC, efter 3 år, for at spille sig til Chelsea i transfersvinduet i juli. I juli 2020, skiftede hun så til franske Montpellier HSC i Division 1 Féminine.

## Meritter
Åland United
Vinder
- Naisten Liiga (2): 2009, 2013

Sølv
- Naisten Liiga (2): 2012, 2014

Chelsea
Vinder
- FA Women's League Cup 2020
- FA Women's Super League 2020